# Yelmer Buurman
Yelmer Buurman (ur. 19 lutego 1987 roku w Ubbergen w Geldrii) – holenderski kierowca wyścigowy.

## Kariera

### Formuła Renault
Yelmer po zakończeniu kariery kartingowej, postanowił rozpocząć profesjonalną karierę w wyścigach samochodów jednomiejscowych, debiutując w Formule König. Zdobyte punkty pozwoliły mu zająć w klasyfikacji końcowej 20. miejsce. 
W kolejnym sezonie rozpoczął starty w Holenderskiej Formule Renault. Ostatecznie zmagania w niej zakończył na 6. pozycji. W tym samym roku wystąpił również w dwóch rundach europejskiej edycji. Zdobywszy sześć punktów, został w niej sklasyfikowany na 22. lokacie. Pod koniec roku brał udział w zimowym cyklu Brytyjskiej Formuły Renault. Wygrawszy jeden z wyścigów, rywalizację ukończył na 3. miejscu.
W 2004 roku ścigał się równolegle w Holenderskiej i Europejskiej Formule Renault. W zespole AR Motorsport, w pierwszej z nich zajął na koniec sezonu 3. pozycję, natomiast w drugiej zdobył cztery punkty, które dały mu w klasyfikacji 30. lokatę. Oprócz tego wystąpił w jednej rundzie brytyjskiego cyklu tej kategorii (osiem punktów dało mu ostatecznie 37. miejsce). W okresie posezonowym ponownie zaangażował się w zimowy cykl brytyjskiej edycji oraz wystąpił w pięciu wyścigach Formuły TR 2000 Pro Series (zimowy cykl Invitational). W pierwszej tym razem ani razu nie stanął na podium, będąc w ostateczności sklasyfikowanym na 5. pozycji. W drugiej zmagania zakończył na 6. lokacie.
W sezonie 2005 przeniósł się do Brytyjskiej Formuły Renault. Zwyciężywszy w trzech wyścigach, rywalizację w niej ukończył na 4. miejscu. Poza tym wystąpił w jednej eliminacji holenderskiego cyklu. Zdobyte punkty pozwoliły Buurmanowi na zajęcie 26. pozycji w generalnej klasyfikacji. 

### Formuła 3
W roku 2005 Holender wystąpił w jednej rundzie Brytyjskiej Formuły 3. W zespole Fortec Motorsport nie zdobył jednak punktów.
W kolejnym sezonie Yelmer ścigał się dla tej ekipy, już w całym cyklu. Stanąwszy sześciokrotnie na podium (z czego dwa razy na najwyższym stopniu), zmagania w niej zakończył na 4. pozycji. Z tą samą stajnią wziął udział również w dwóch rundach Formuły 3 Euroseries. Z jednym punktem w dorobku, został sklasyfikowany na 17. lokacie. Oprócz tego (również z brytyjskim zespołem) Buurman wystartował w prestiżowych wyścigach – Grand Prix Makau oraz Masters of Formula 3. W pierwszej z nich dojechał na świetnym 8. miejscu. W drugiej z kolei był dopiero dziewiętnasty. 
W sezonie 2007 Yelmer przeniósł się do Formuły 3 Euroseries. W brytyjskiej stajni Manor Motorsport, prezentował równy poziom, trzykrotnie przy tym stając na podium. Ostatecznie zmagania zakończył na 6. miejscu. Ponownie wziął udział w Grand Prix Makau i Masters of Formula 3 (z Manorem). Tym razem jednak rywalizacji na ulicach Guia Circuit nie ukończył, natomiast na torze Zolder został sklasyfikowany na 7. pozycji. 

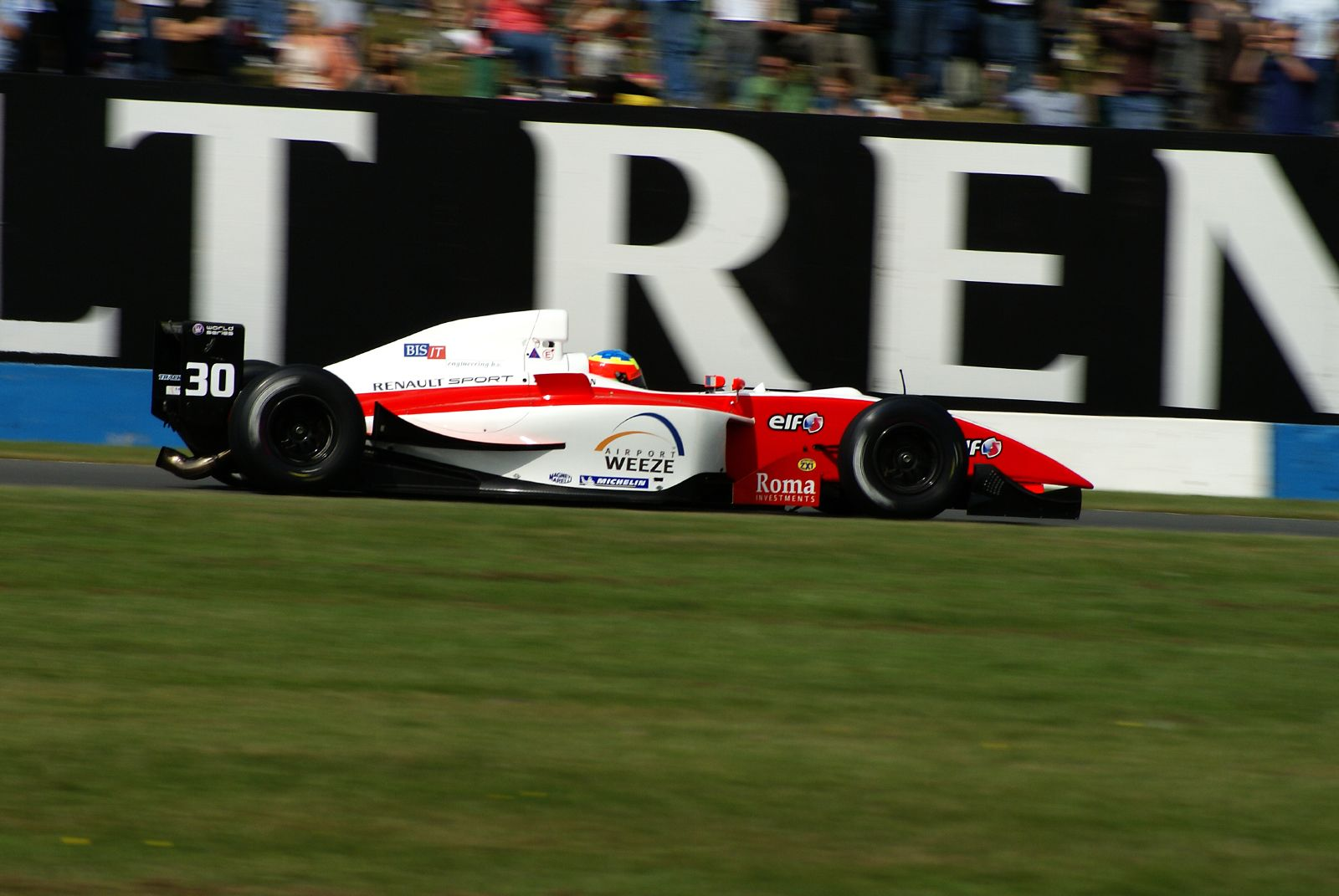
Yelmer Buurman podczas wyścigu WSbR, na torze Donington Park, w 2007 roku

### Formuła Renault 3.5
W 2007 roku reprezentant Holandii wziął udział w dwóch rundach Formuły Renault 3.5 (w zespole Fortec Motosport). Uzyskane punkty sklasyfikowały Buurmana na 20. lokacie. 

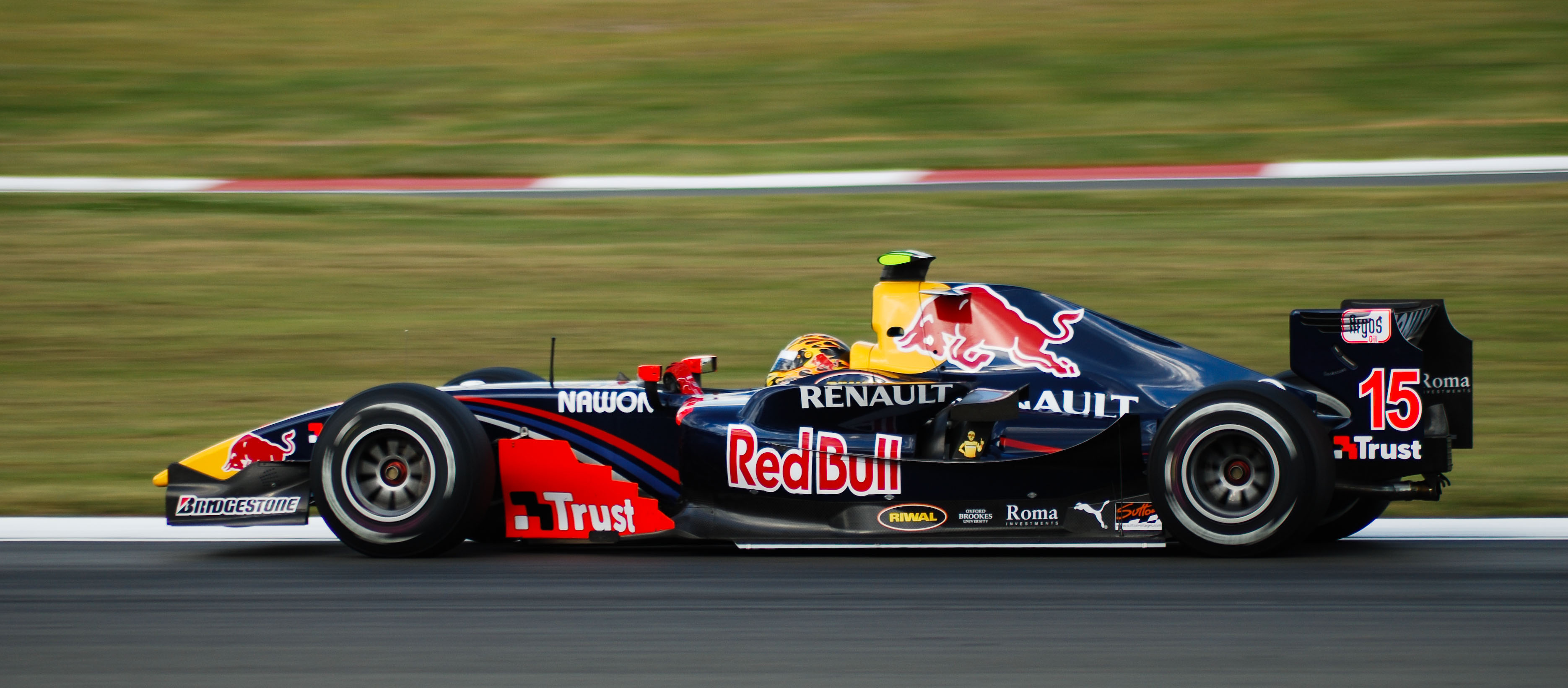
Yelmer Buurman podczas wyścigu GP2, na torze Silverstone, w 2008 roku

### Seria GP2
Na sezon 2008 Yelmer podpisał kontrakt z holenderskim zespołem Trust Team Arden, na udział w bezpośrednim przedsionku Formuły 1 – serii GP2.
W azjatyckiej GP2 wziął udział w ostatnich sześciu wyścigach, spośród których czterokrotnie meldował się na punktowanych lokatach (w tym raz na trzecim miejscu, w pierwszym wyścigu, w Dubaju). Ostatecznie zmagania w niej zakończył na 9. pozycji.
W europejskiej edycji wystąpił w pierwszych dziesięciu wyścigach. W tym czasie tylko raz znalazł się na punktowanym miejscu, będąc sklasyfikowanym na drugiej pozycji (w niedzielnych zmagań, we Francji). Po rundzie, na torze Silverstone, jego miejsce zajął Włoch Luca Filippi. Uzyskane punkty pozwoliły Buurmanowi zająć w generalnej klasyfikacji 20. lokatę. 
Kolejne dwa sezony w zimowym cyklu, spędził na startach w portugalskiej ekipie Ocean Racing Technology. W pierwszym roku startów wziął udział w czterech eliminacjach (nie brał udziału w pierwszej i ostatniej). Tylko w jednej sięgnął po punkty, zajmując piątą pozycję w pierwszym wyścigu, w Malezji. Dzięki temu w ogólnej punktacji zajął 19. miejsce. W drugim sezonie współpracy, wystartował w dwóch ostatnich rundach, najlepszy wynik osiągając w ostatnim wyścigu. Został wówczas sklasyfikowany na najwyższym niepunktowanym siódmym miejscu, w niedzielnym sprincie, na torze Sakhir. 

### Superleague Formula
W roku 2008 Holender brał udział w inauguracyjnym sezonie Superleague Formula. Reprezentując włoski klub PSV Eindhoven (Azerti Motorsport), trzykrotnie zmieścił się w pierwszej trójce (w tym raz wygrał, w drugim wyścigu, na torze Nürburgring), ostatecznie sięgając po tytuł wicemistrzowski. 
W kolejnym sezonie ścigał się dla belgijskiego zespołu RSC Anderlecht (Zakspeed). Tym razem dwukrotnie stawał na podium (raz zwyciężył, w pierwszym wyścigu, na torze w Hiszpanii oraz dodatkowo triumfował w finale tej rundy), a w klasyfikacji generalnej zajął 4. miejsce. 
Na sezon 2010 podpisał kontrakt z włoską ekipą A.C. Milan (Atech). W wyraźnie dłuższym cyklu zmagań, Holender ośmiokrotnie meldował się na podium, z czego trzykrotnie na najwyższym stopniu. Słabsza druga część sezonu w wykonaniu Buurmana, przełożyła się jednak na ostateczny rezultat i w końcowej klasyfikacji zajął 5. pozycję. 

## Statystyki
| Sezon   | Seria                                          | Zespół                          | Wyścigi | PP | Zwycięstwa | Punkty | Poz. koń. |
| ------- | ---------------------------------------------- | ------------------------------- | ------- | -- | ---------- | ------ | --------- |
| 2002    | Formuła König                                  | Lohmann Motorsport              | 14      | 0  | 0          | 53     | 20        |
| 2003    | Europejska Formuła Renault                     | Equipe Verschuur                | 4       | 0  | 0          | 6      | 22        |
| 2003    | Holenderska Formuła Renault                    | Equipe Verschuur                | ?       | ?  | ?          | 110    | 6         |
| 2003    | Brytyjska Formuła Renault                      | Fortec Motorsport               | 4       | 1  | 1          | 49     | 3         |
| 2004    | Europejska Formuła Renault                     | AR Motorsport                   | 15      | 0  | 0          | 4      | 30        |
| 2004    | Holenderska Formuła Renault                    | AR Motorsport                   | ?       | ?  | ?          | 174    | 3         |
| 2004    | Brytyjska Formuła Renault                      | Fortec Motorsport               | 2       | 0  | 0          | 8      | 37        |
| 2004    | Brytyjska Formuła Renault (zimowa edycja)      | Fortec Motorsport               | 4       | 0  | 0          | 71     | 5         |
| 2004    | Formula TR 2000 Pro Series Winter Invitational | ?                               | 5       | 0  | 0          | 82     | 6         |
| 2005    | Brytyjska Formuła Renault (zimowa edycja)      | Fortec Motorsport               | 20      | 1  | 3          | 359    | 4         |
| 2005    | Brytyjska Formuła 3                            | Fortec Motorsport               | 2       | 0  | 0          | 0      | NS        |
| 2005    | Holenderska Formuła Renault                    | Fortec Motorsport               | 2       | 0  | 0          | 11     | 26        |
| 2006    | Brytyjska Formuła 3                            | Fortec Motorsport               | 22      | 0  | 2          | 186    | 4         |
| 2006    | Formuła 3 Euroseries                           | Fortec Motorsport               | 4       | 0  | 0          | 1      | 17        |
| 2006    | Grand Prix Makau                               | Fortec Motorsport               | 1       | 0  | 0          | N/A    | 8         |
| 2006    | Masters of Formula 3                           | Fortec Motorsport               | 1       | 0  | 0          | N/A    | 19        |
| 2007    | Formuła 3 Euroseries                           | Manor Motorsport                | 20      | 0  | 0          | 40     | 6         |
| 2007    | Grand Prix Makau                               | Manor Motorsport                | 1       | 0  | 0          | N/A    | NS        |
| 2007    | Masters of Formula 3                           | Manor Motorsport                | 1       | 0  | 0          | N/A    | 7         |
| 2007    | Formuła Renault 3.5                            | Fortec Motorsport               | 4       | 0  | 0          | 15     | 20        |
| 2008    | Seria GP2                                      | Trust Team Arden                | 10      | 0  | 0          | 5      | 20        |
| 2008    | Azjatycka seria GP2                            | Trust Team Arden                | 6       | 0  | 0          | 13     | 9         |
| 2008    | Superleague Formula                            | PSV Eindhoven                   | 12      | 0  | 1          | 337    | 2         |
| 2008–09 | Azjatycka seria GP2                            | Ocean Racing Technology         | 6       | 0  | 0          | 4      | 19        |
| 2009    | Superleague Formula                            | RSC Anderlecht                  | 14      | 0  | 2          | 305    | 4         |
| 2009–10 | Azjatycka seria GP2                            | Ocean Racing Technology         | 4       | 0  | 0          | 0      | 21        |
| 2010    | Superleague Formula                            | A.C. Milan                      | 35      | 0  | 3          | 631    | 5         |
| 2011    | Superleague Formula                            | Netherlands - PSV Eindhoven     | 6       | 0  | 1          | 130    | 4         |
| 2011    | Bridgestone Special Open Trophy                | VEKA - Eurol Racing             | 2       | 1  | 1          | 0      | NS†       |
| 2011    | Benelux Radical Cup                            |                                 | 2       | 1  | 0          | 28     | 7         |
| 2011    | FIA GT1 World Championship                     | Exim Bank Team China            | 2       | 0  | 2          | 33     | 15        |
| 2011    | Belcar Endurance Championship                  | Veka Racing                     | 1       | 0  | 0          | 0      | NS        |
| 2011    | Dutch Supercar Challenge - GT                  | Veka Racing                     | 1       | 0  | 0          | 0      | NS        |
| 2012    | FIA GT1 World Championship                     | Vita4One Racing Team            | 18      | 1  | 4          | 144    | 3         |
| 2012    | Supercar Challenge - Super GT                  | Veka Racing                     | 2       | 0  | 1          | 0      | NS†       |
| 2012    | Blancpain Endurance Series - GT3 Pro Cup       | BMW / Vita4one Racing Team      | 1       | 0  | 0          | 4      | 25        |
| 2012    | City Challenge Baku - Sprint races             |                                 | 1       | 0  | 0          | 0      | NS        |
| 2012    | City Challenge Baku GT                         | V4O                             | 1       | 0  | 0          | N/A    | 3         |
| 2012    | European Le Mans Series - LMP2                 | Status GP                       | 1       | 0  | 0          | 15     | 10        |
| 2012    | 24h Le Mans - LMP2                             | Status GP                       | 1       | 0  | 0          | N/A    | NS        |
| 2012    | FIA World Endurance Championship - LMP2        | Status GP                       | 0       | 0  | 0          | 0      | NS        |
| 2013    | ADAC GT Masters                                | Vita4One Racing Team            | 4       | 0  | 0          | 10     | 32        |
| 2013    | Blancpain Endurance Series - GT3 Pro Cup       | Marc VDS Racing Team            | 4       | 0  | 1          | 71     | 3         |
| 2013    | FIA GT Series - Pro                            | BMW Sports Trophy Team Germany  | 2       | 0  | 0          | 1      | 22        |
| 2013    | 24h Nürburgring - SP9 GT3                      | BMW Sports Trophy Team Marc VDS | 1       | 0  | 0          | N/A    | 2         |
| 2014    | 24h Nürburgring - SP9 GT3                      | Black Falcon                    | 1       | 0  | 0          | N/A    | NS        |
| 2014    | Blancpain Endurance Series - Pro Cup           | Black Falcon                    | 1       | 0  | 0          | 9      | 19        |
| 2014    | VLN Endurance - SP9                            | Black Falcon                    | 4       | 0  | 0          | 0      | NS        |
| 2014    | Blancpain Sprint Series                        | Vita4One Racing Team            | 2       | 0  | 0          | 0      | NS        |

† – Buurman nie był zaliczany do klasyfikacji.

## Wyniki w GP2
| Legenda oznaczeń w tabelach wyników Wyświetl szablon na nowej stronie | Legenda oznaczeń w tabelach wyników Wyświetl szablon na nowej stronie                                                                     |
| Oznaczenie                                                            | Wyjaśnienie |
| --------------------------------------------------------------------- | --- |
| Złoty                                                                 | Zwycięzca lub mistrzostwo |
| Srebrny                                                               | 2. miejsce lub wicemistrzostwo |
| Brązowy                                                               | 3. miejsce lub II wicemistrzostwo |
| Zielony                                                               | Ukończył, punktował (w klasyfikacji generalnej, gdy zdobył co najmniej jeden punkt na przestrzeni sezonu, poza trzema powyższymi opcjami) |
| Niebieski                                                             | Ukończył, nie punktował (w klasyfikacji generalnej, gdy nie zdobył co najmniej jednego punktu na przestrzeni sezonu)                      |
| Czerwony                                                              | Nie zakwalifikował się (NZ) |
| Czerwony                                                              | Nie prekwalifikował się (NPK) |
| Różowy                                                                | Nie ukończył (NU) |
| Różowy                                                                | Niesklasyfikowany (NS) (w klasyfikacji generalnej, gdy nie został sklasyfikowany w żadnym wyścigu sezonu)                                 |
| Czarny                                                                | Zdyskwalifikowany (DK) |
| Czarny                                                                | Wykluczony (WYK/EX) |
| Biały                                                                 | Nie wystartował (NW) |
| Biały                                                                 | Kontuzjowany (K/INJ) |
| Biały                                                                 | Wyścig odwołany (OD/C) |
| Bez koloru                                                            | Został wycofany (WYC/WD) |
| Bez koloru                                                            | Nie przybył (NP/DNA) |
| Bez koloru                                                            | Nie brał udziału w treningach (NT/DNP) |
| Bez koloru                                                            | Nie został zgłoszony (–) |
| Pogrubienie                                                           | Start z pole position |
| Kursywa                                                               | Najszybsze okrążenie wyścigu |
| †                                                                     | Nie ukończył, ale jego rezultat został zaliczony ze względu na przejechanie więcej niż 90% dystansu wyścigu.                              |
| *                                                                     | Sezon w trakcie |
| 1/2/3                                                                 | Punktowana pozycja w sprincie kwalifikacyjnym                                                                                             |
| Lista systemów punktacji Formuły 1                                    | |

| Rok  | Zespół           | Wyniki w poszczególnych eliminacjach | Wyniki w poszczególnych eliminacjach | Wyniki w poszczególnych eliminacjach | Wyniki w poszczególnych eliminacjach | Wyniki w poszczególnych eliminacjach | Wyniki w poszczególnych eliminacjach | Wyniki w poszczególnych eliminacjach | Wyniki w poszczególnych eliminacjach | Wyniki w poszczególnych eliminacjach | Wyniki w poszczególnych eliminacjach | Wyniki w poszczególnych eliminacjach | Wyniki w poszczególnych eliminacjach | Wyniki w poszczególnych eliminacjach | Wyniki w poszczególnych eliminacjach | Wyniki w poszczególnych eliminacjach | Wyniki w poszczególnych eliminacjach | Wyniki w poszczególnych eliminacjach | Wyniki w poszczególnych eliminacjach | Wyniki w poszczególnych eliminacjach | Wyniki w poszczególnych eliminacjach | Punkty | Pozycja |
| ---- | ---------------- | ------------------------------------ | ------------------------------------ | ------------------------------------ | ------------------------------------ | ------------------------------------ | ------------------------------------ | ------------------------------------ | ------------------------------------ | ------------------------------------ | ------------------------------------ | ------------------------------------ | ------------------------------------ | ------------------------------------ | ------------------------------------ | ------------------------------------ | ------------------------------------ | ------------------------------------ | ------------------------------------ | ------------------------------------ | ------------------------------------ | ------ | ------- |
| 2008 | Trust Team Arden | ESP                                  | ESP                                  | TUR                                  | TUR                                  | MON                                  | MON                                  | FRA                                  | FRA                                  | GBR                                  | GBR                                  | DEU                                  | DEU                                  | HUN                                  | HUN                                  | VAL                                  | VAL                                  | BEL                                  | BEL                                  | ITA                                  | ITA                                  | 5      | 20      |
| 2008 | Trust Team Arden | NU                                   | 10                                   | 14                                   | NU                                   | 12                                   | 8                                    | 12                                   | 2                                    | 15                                   | 10                                   | -                                    | -                                    | -                                    | -                                    | -                                    | -                                    | -                                    | -                                    | -                                    | -                                    | 5      | 20      |

## Wyniki w Azjatyckiej Serii GP2
| Legenda oznaczeń w tabelach wyników Wyświetl szablon na nowej stronie | Legenda oznaczeń w tabelach wyników Wyświetl szablon na nowej stronie                                                                     |
| Oznaczenie                                                            | Wyjaśnienie |
| --------------------------------------------------------------------- | --- |
| Złoty                                                                 | Zwycięzca lub mistrzostwo |
| Srebrny                                                               | 2. miejsce lub wicemistrzostwo |
| Brązowy                                                               | 3. miejsce lub II wicemistrzostwo |
| Zielony                                                               | Ukończył, punktował (w klasyfikacji generalnej, gdy zdobył co najmniej jeden punkt na przestrzeni sezonu, poza trzema powyższymi opcjami) |
| Niebieski                                                             | Ukończył, nie punktował (w klasyfikacji generalnej, gdy nie zdobył co najmniej jednego punktu na przestrzeni sezonu)                      |
| Czerwony                                                              | Nie zakwalifikował się (NZ) |
| Czerwony                                                              | Nie prekwalifikował się (NPK) |
| Różowy                                                                | Nie ukończył (NU) |
| Różowy                                                                | Niesklasyfikowany (NS) (w klasyfikacji generalnej, gdy nie został sklasyfikowany w żadnym wyścigu sezonu)                                 |
| Czarny                                                                | Zdyskwalifikowany (DK) |
| Czarny                                                                | Wykluczony (WYK/EX) |
| Biały                                                                 | Nie wystartował (NW) |
| Biały                                                                 | Kontuzjowany (K/INJ) |
| Biały                                                                 | Wyścig odwołany (OD/C) |
| Bez koloru                                                            | Został wycofany (WYC/WD) |
| Bez koloru                                                            | Nie przybył (NP/DNA) |
| Bez koloru                                                            | Nie brał udziału w treningach (NT/DNP) |
| Bez koloru                                                            | Nie został zgłoszony (–) |
| Pogrubienie                                                           | Start z pole position |
| Kursywa                                                               | Najszybsze okrążenie wyścigu |
| †                                                                     | Nie ukończył, ale jego rezultat został zaliczony ze względu na przejechanie więcej niż 90% dystansu wyścigu.                              |
| *                                                                     | Sezon w trakcie |
| 1/2/3                                                                 | Punktowana pozycja w sprincie kwalifikacyjnym                                                                                             |
| Lista systemów punktacji Formuły 1                                    | |

| Rok       | Zespół                                  | Wyniki w poszczególnych eliminacjach | Wyniki w poszczególnych eliminacjach | Wyniki w poszczególnych eliminacjach | Wyniki w poszczególnych eliminacjach | Wyniki w poszczególnych eliminacjach | Wyniki w poszczególnych eliminacjach | Wyniki w poszczególnych eliminacjach | Wyniki w poszczególnych eliminacjach | Wyniki w poszczególnych eliminacjach | Wyniki w poszczególnych eliminacjach | Wyniki w poszczególnych eliminacjach | Punkty | Pozycja |
| --------- | --------------------------------------- | ------------------------------------ | ------------------------------------ | ------------------------------------ | ------------------------------------ | ------------------------------------ | ------------------------------------ | ------------------------------------ | ------------------------------------ | ------------------------------------ | ------------------------------------ | ------------------------------------ | ------ | ------- |
| 2008      | Trust Team Arden                        | ARE                                  | ARE                                  | IDN                                  | IDN                                  | MAL                                  | MAL                                  | BHR                                  | BHR                                  | ARE                                  | ARE                                  |                                      | 13     | 9       |
| 2008      | Trust Team Arden                        | -                                    | -                                    | -                                    | -                                    | 6                                    | 5                                    | 9                                    | 8                                    | 3                                    | 5                                    |                                      | 13     | 9       |
| 2008/2009 | BCN Competición Ocean Racing Technology | CHN                                  | CHN                                  | ARE                                  | BHR                                  | BHR                                  | QAT                                  | QAT                                  | MAL                                  | MAL                                  | BHR                                  | BHR                                  | 4      | 19      |
| 2008/2009 | BCN Competición Ocean Racing Technology | -                                    | -                                    | NU                                   | NU                                   | 13                                   | NU                                   | NW                                   | 5                                    | 11                                   | -                                    | -                                    | 4      | 19      |
| 2009/2010 | Ocean Racing Technology                 | ARE                                  | ARE                                  | ARE                                  | ARE                                  | BHR                                  | BHR                                  | BHR                                  | BHR                                  |                                      |                                      |                                      | 0      | 21      |
| 2009/2010 | Ocean Racing Technology                 | -                                    | -                                    | -                                    | -                                    | 12                                   | 10                                   | 13                                   | 7                                    |                                      |                                      |                                      | 0      | 21      |

## Wyniki w Formule Renault 3.5
| Legenda oznaczeń w tabelach wyników Wyświetl szablon na nowej stronie | Legenda oznaczeń w tabelach wyników Wyświetl szablon na nowej stronie                                                                     |
| Oznaczenie                                                            | Wyjaśnienie |
| --------------------------------------------------------------------- | --- |
| Złoty                                                                 | Zwycięzca lub mistrzostwo |
| Srebrny                                                               | 2. miejsce lub wicemistrzostwo |
| Brązowy                                                               | 3. miejsce lub II wicemistrzostwo |
| Zielony                                                               | Ukończył, punktował (w klasyfikacji generalnej, gdy zdobył co najmniej jeden punkt na przestrzeni sezonu, poza trzema powyższymi opcjami) |
| Niebieski                                                             | Ukończył, nie punktował (w klasyfikacji generalnej, gdy nie zdobył co najmniej jednego punktu na przestrzeni sezonu)                      |
| Czerwony                                                              | Nie zakwalifikował się (NZ) |
| Czerwony                                                              | Nie prekwalifikował się (NPK) |
| Różowy                                                                | Nie ukończył (NU) |
| Różowy                                                                | Niesklasyfikowany (NS) (w klasyfikacji generalnej, gdy nie został sklasyfikowany w żadnym wyścigu sezonu)                                 |
| Czarny                                                                | Zdyskwalifikowany (DK) |
| Czarny                                                                | Wykluczony (WYK/EX) |
| Biały                                                                 | Nie wystartował (NW) |
| Biały                                                                 | Kontuzjowany (K/INJ) |
| Biały                                                                 | Wyścig odwołany (OD/C) |
| Bez koloru                                                            | Został wycofany (WYC/WD) |
| Bez koloru                                                            | Nie przybył (NP/DNA) |
| Bez koloru                                                            | Nie brał udziału w treningach (NT/DNP) |
| Bez koloru                                                            | Nie został zgłoszony (–) |
| Pogrubienie                                                           | Start z pole position |
| Kursywa                                                               | Najszybsze okrążenie wyścigu |
| †                                                                     | Nie ukończył, ale jego rezultat został zaliczony ze względu na przejechanie więcej niż 90% dystansu wyścigu.                              |
| *                                                                     | Sezon w trakcie |
| 1/2/3                                                                 | Punktowana pozycja w sprincie kwalifikacyjnym                                                                                             |
| Lista systemów punktacji Formuły 1                                    | |

| Rok  | Zespół            | Wyniki w poszczególnych eliminacjach | Wyniki w poszczególnych eliminacjach | Wyniki w poszczególnych eliminacjach | Wyniki w poszczególnych eliminacjach | Wyniki w poszczególnych eliminacjach | Wyniki w poszczególnych eliminacjach | Wyniki w poszczególnych eliminacjach | Wyniki w poszczególnych eliminacjach | Wyniki w poszczególnych eliminacjach | Wyniki w poszczególnych eliminacjach | Wyniki w poszczególnych eliminacjach | Wyniki w poszczególnych eliminacjach | Wyniki w poszczególnych eliminacjach | Wyniki w poszczególnych eliminacjach | Wyniki w poszczególnych eliminacjach | Wyniki w poszczególnych eliminacjach | Wyniki w poszczególnych eliminacjach | Punkty | Pozycja |
| ---- | ----------------- | ------------------------------------ | ------------------------------------ | ------------------------------------ | ------------------------------------ | ------------------------------------ | ------------------------------------ | ------------------------------------ | ------------------------------------ | ------------------------------------ | ------------------------------------ | ------------------------------------ | ------------------------------------ | ------------------------------------ | ------------------------------------ | ------------------------------------ | ------------------------------------ | ------------------------------------ | ------ | ------- |
| 2007 | Fortec Motorsport | ITA                                  | ITA                                  | DEU                                  | DEU                                  | MON                                  | HUN                                  | HUN                                  | BEL                                  | BEL                                  | GBR                                  | GBR                                  | FRA                                  | FRA                                  | PRT                                  | PRT                                  | ESP                                  | ESP                                  | 15     | 20      |
| 2007 | Fortec Motorsport | -                                    | -                                    | 14                                   | 9                                    | -                                    | -                                    | -                                    | -                                    | -                                    | 5                                    | 4                                    | -                                    | -                                    | -                                    | -                                    | -                                    | -                                    | 15     | 20      |